# 大館ラジオ中継局
大館ラジオ中継局（おおだてラジオちゅうけいきょく）は、秋田県大館市にあるNHK秋田放送局と秋田放送（ABS）のAMラジオ中継局の総称。正式な名称は、NHK大館放送局（送信施設の名称は「大館ラジオ中継放送所」）とABS大館放送局であるが、本項では便宜上「大館ラジオ中継局」で記述する。

## 概要
当中継局は、大館盆地とその周辺地域の広い範囲に電波を発射している。

## 中継局送信施設概要
| 放送局名         | コールサイン | 周波数 | 空中線電力 | 放送対象地域 | 放送区域内世帯数 | 開局年月日    |
| ---------------- | ------------ | ------ | ---------- | ------------ | ---------------- | ------------- |
| NHK秋田ラジオ第1 | なし         | 100W   | 1161kHz    | 秋田県       | 約5万世帯        | 1944年8月26日 |
| NHK秋田ラジオ第2 | なし         | 100W   | 1359kHz    | 全国         | 約5万世帯        | 1954年3月20日 |
| ABS秋田放送      | JOTE         | 100W   | 1557kHz    | 秋田県       | 約5万世帯        | 1958年6月15日 |

- NHKの呼出符号は、第1放送ではJOUT、第2放送ではJOUVだったが、1967年11月1日に廃止された。
- なお、コールサイン｢JOUV｣は、1996年12月1日に開局したエフエム滋賀（e-RADIO）に再付与されている。

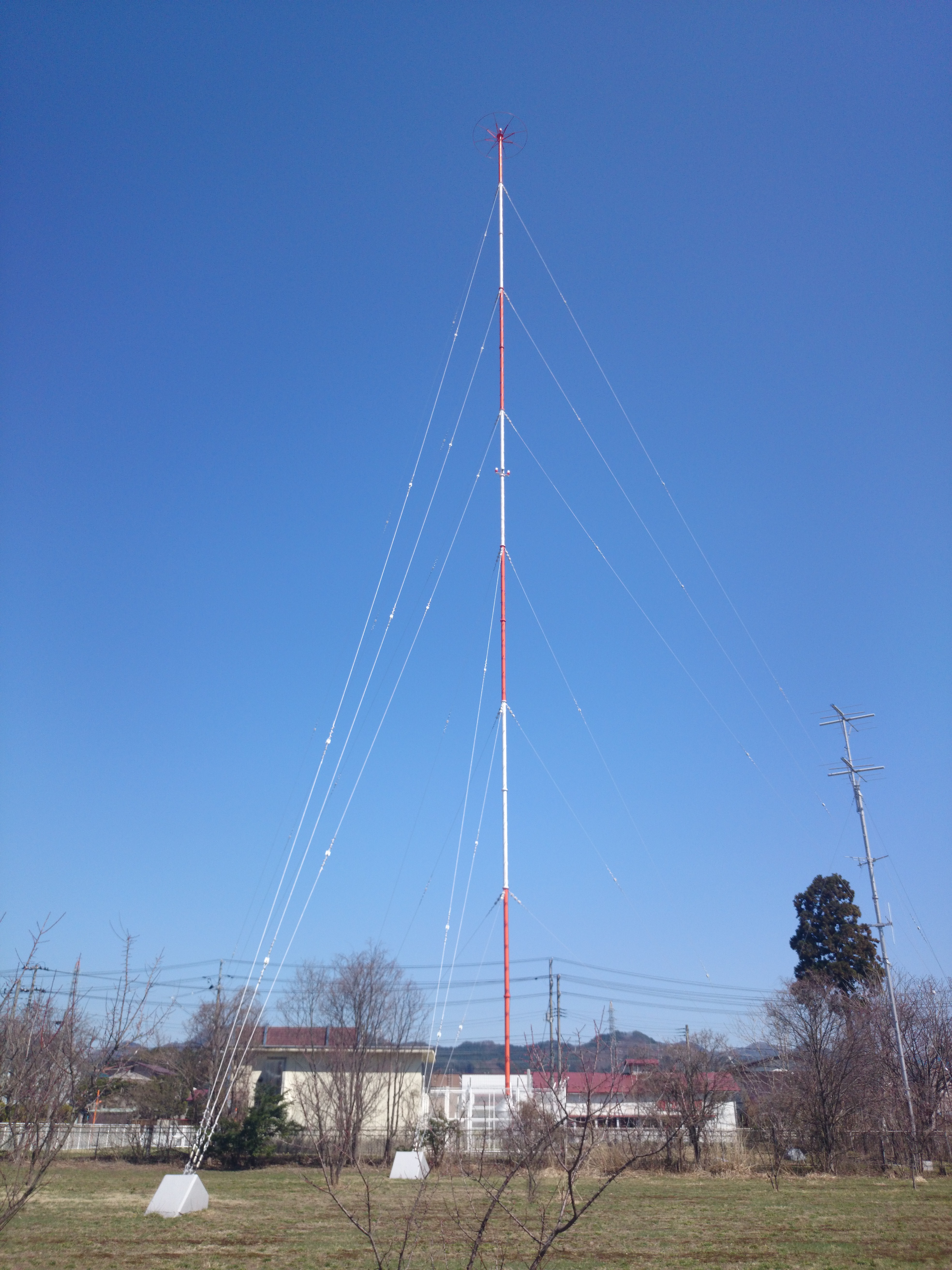
NHK大館ラジオ中継放送所送信塔全景（2014年4月）
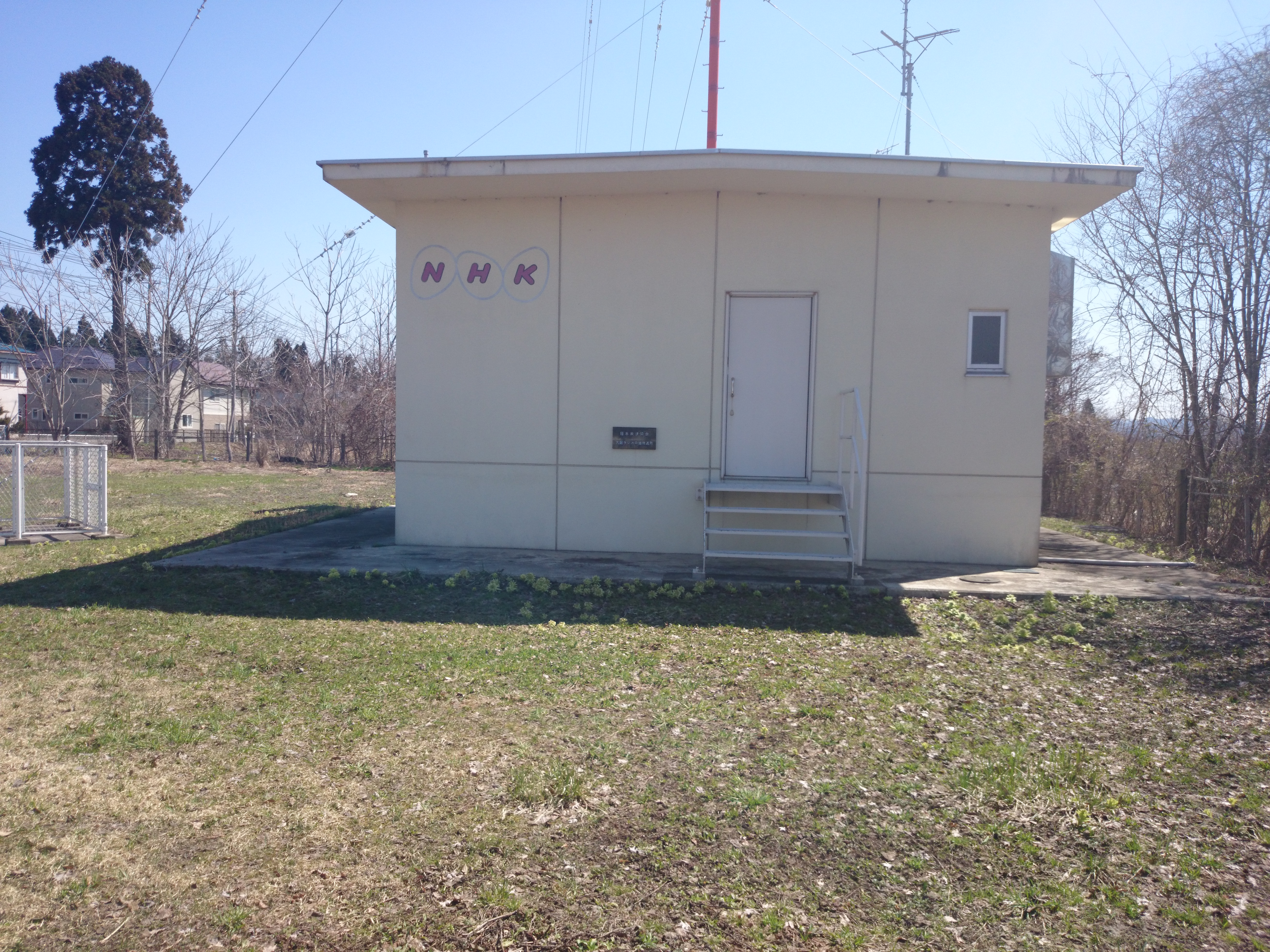
NHK大館ラジオ中継放送所局舎（2014年4月）
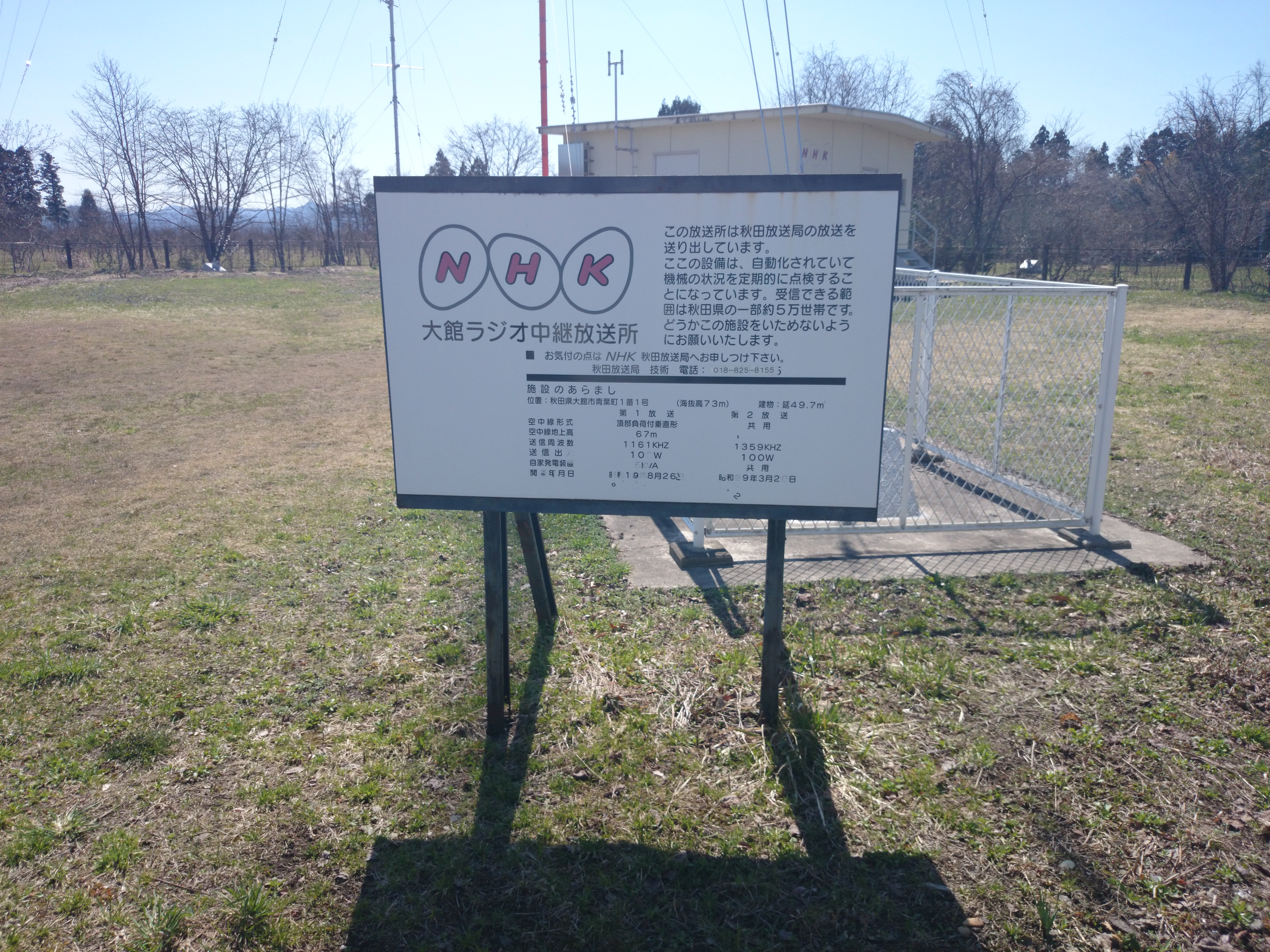
送信所内看板（2014年4月）

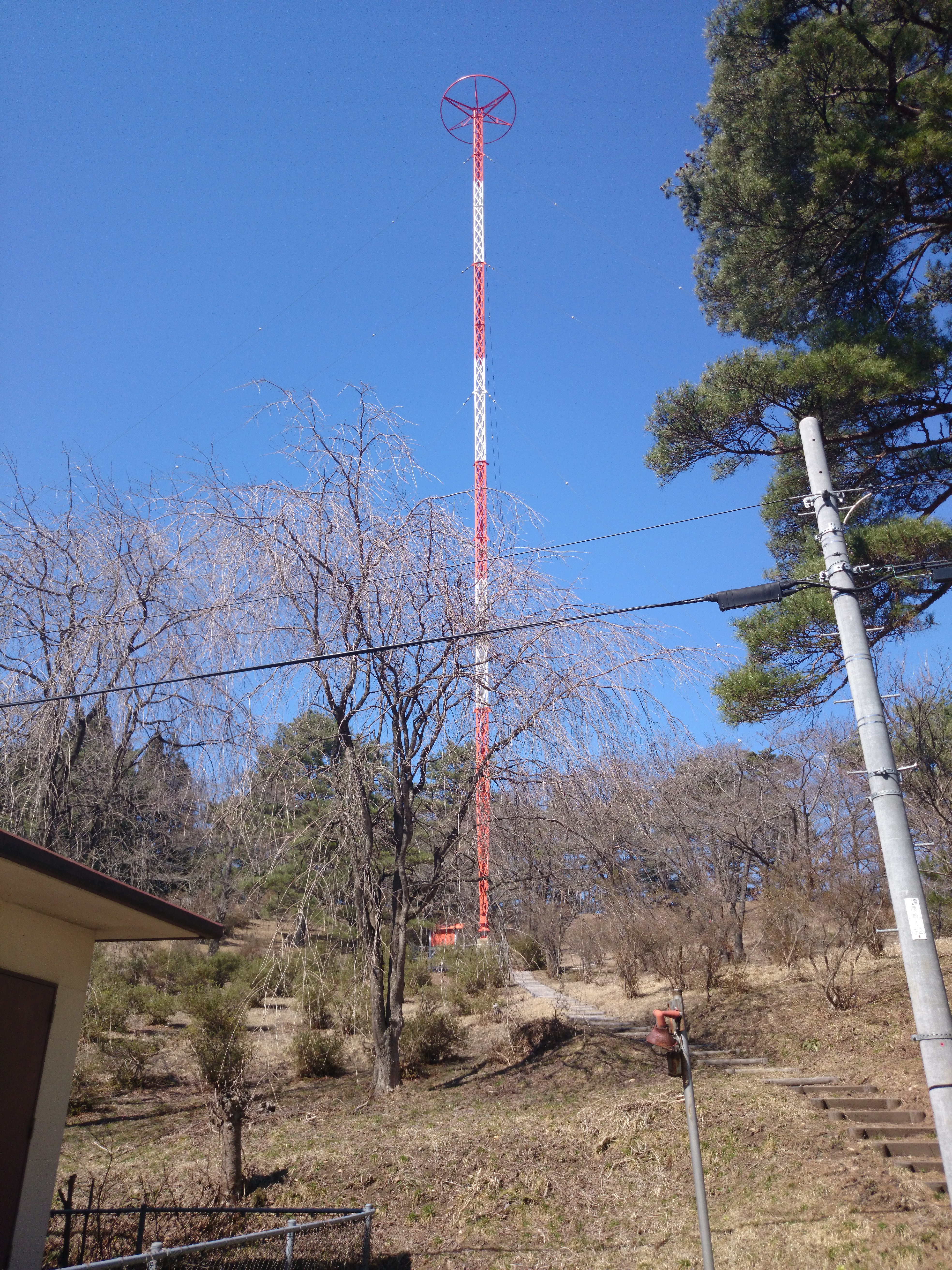
ABS大館放送局送信塔全景（2014年4月）
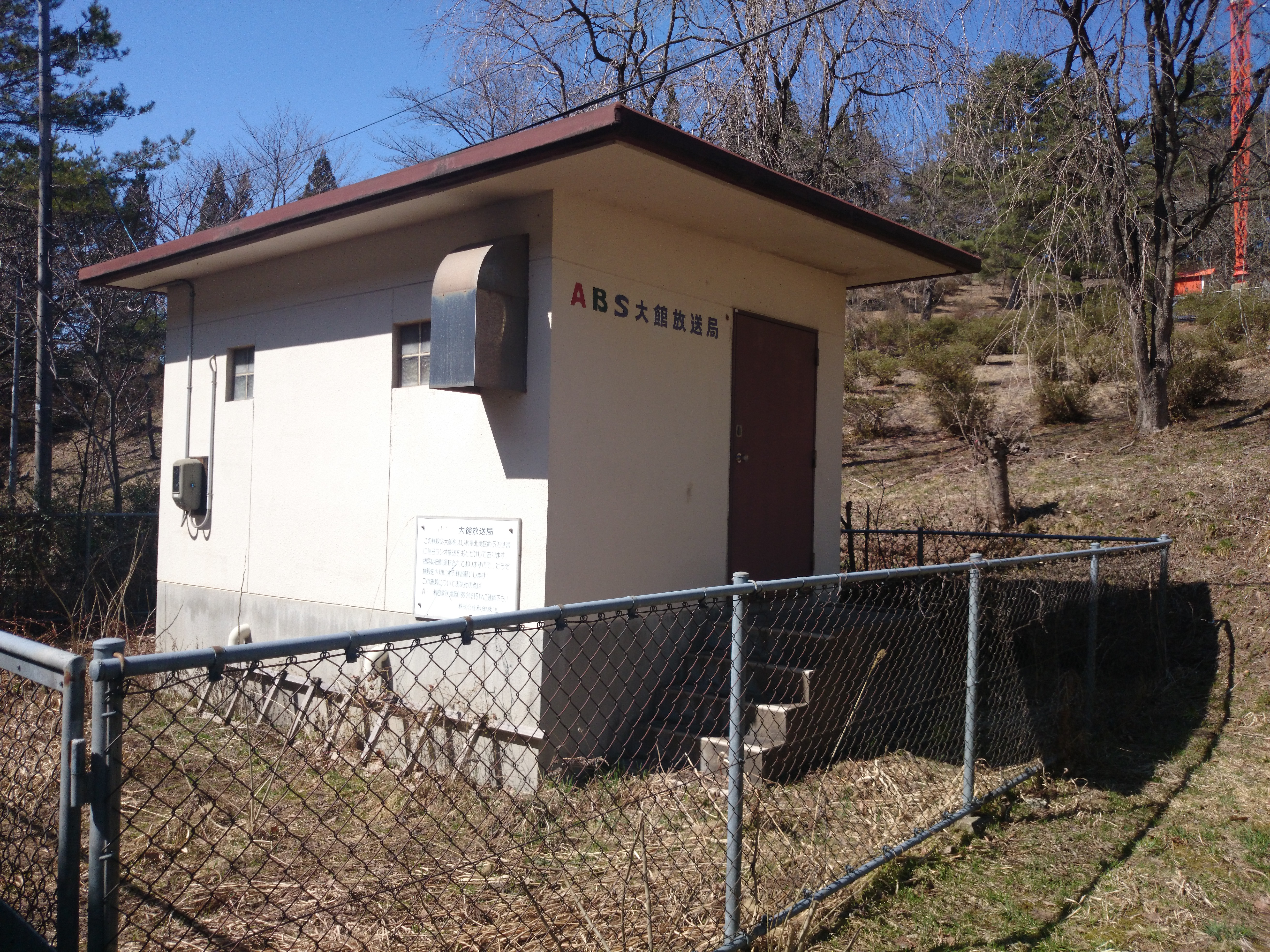
ABS大館放送局局舎（2014年4月）
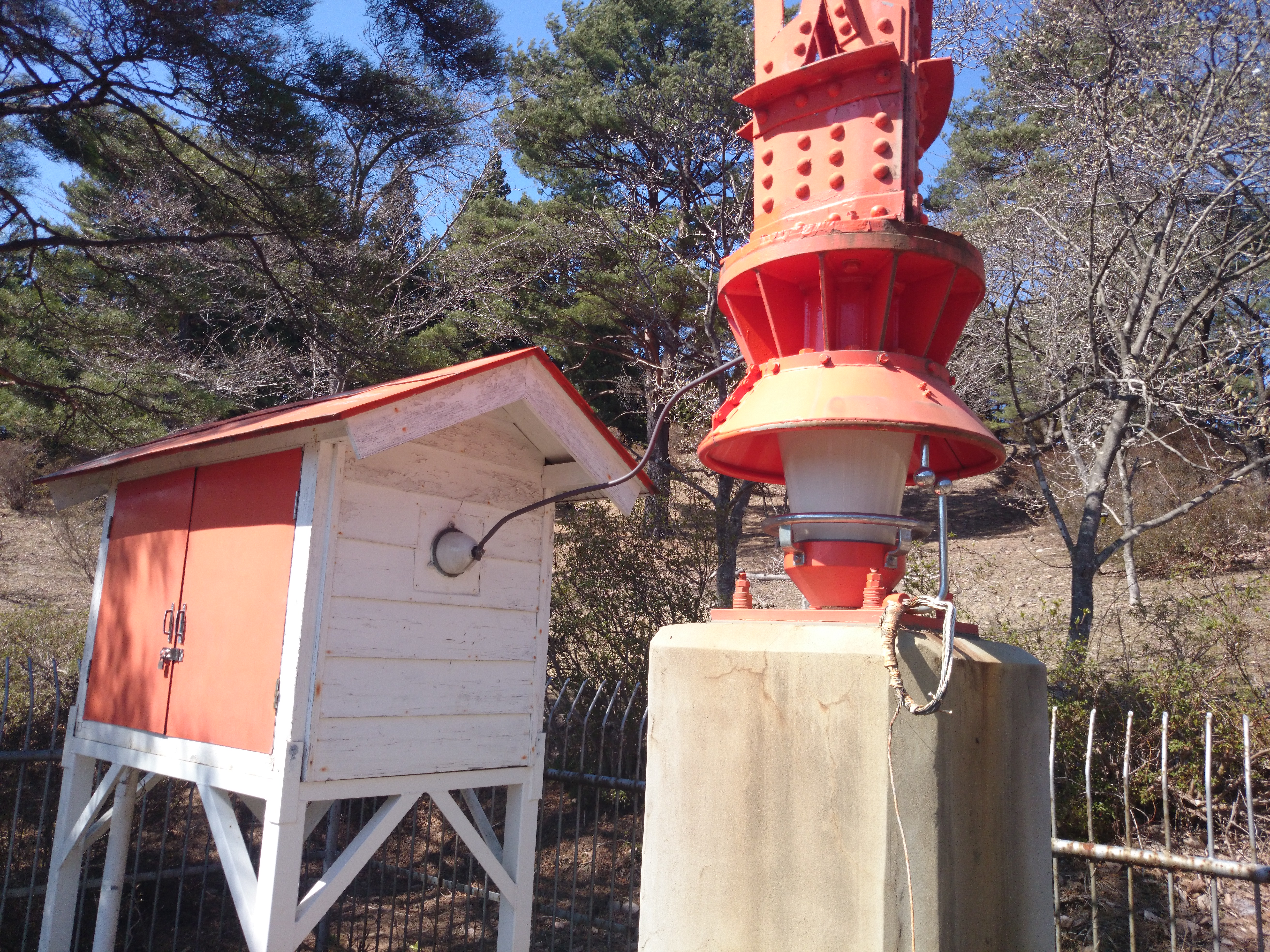
送信塔基部（2014年4月）

### 中継局置局住所
- NHK…大館市青葉町（市道沿い）
- ABS…大館市川口字隼人岱108番地（国道7号北側）